# Saint-Martin-Lalande
Saint-Martin-Lalande (okzitanisch: Sant Martin la Landa) ist eine Gemeinde mit 1.109 Einwohnern (Stand: 1. Januar 2022) im Westen des Départements Aude in der südfranzösischen Region Okzitanien (vor 2016: Languedoc-Roussillon). Die Gemeinde gehört zum Arrondissement Carcassonne und zum Kanton Le Bassin Chaurien. Die Einwohner werden Saint-Martinois bzw. Lalandais genannt.

## Lage
Saint-Martin-Lalande liegt etwa 23 Kilometer westnordwestlich von Carcassonne zwischen dem Fresquel und dem Canal du Midi. Im Südwesten fließt der Canal du Midi. Umgeben wird Saint-Martin-Lalande von den Nachbargemeinden Saint-Papoul im Norden, Lasbordes im Osten, Pexiora im Süden, Laurabuc im Süden und Südwesten, Mireval-Lauragais im Südwesten sowie Castelnaudary im Westen.

## Bevölkerungsentwicklung
| Jahr                       | 1962 | 1968 | 1975 | 1982 | 1990 | 1999 | 2006 | 2019 |
| Einwohner                  | 465  | 435  | 419  | 471  | 692  | 959  | 1068 | 1121 |
| Quellen: Cassini und INSEE |      |      |      |      |      |      |      |      |

## Sehenswürdigkeiten
- Kirche Saint-Martin seit 1952 Monument historique

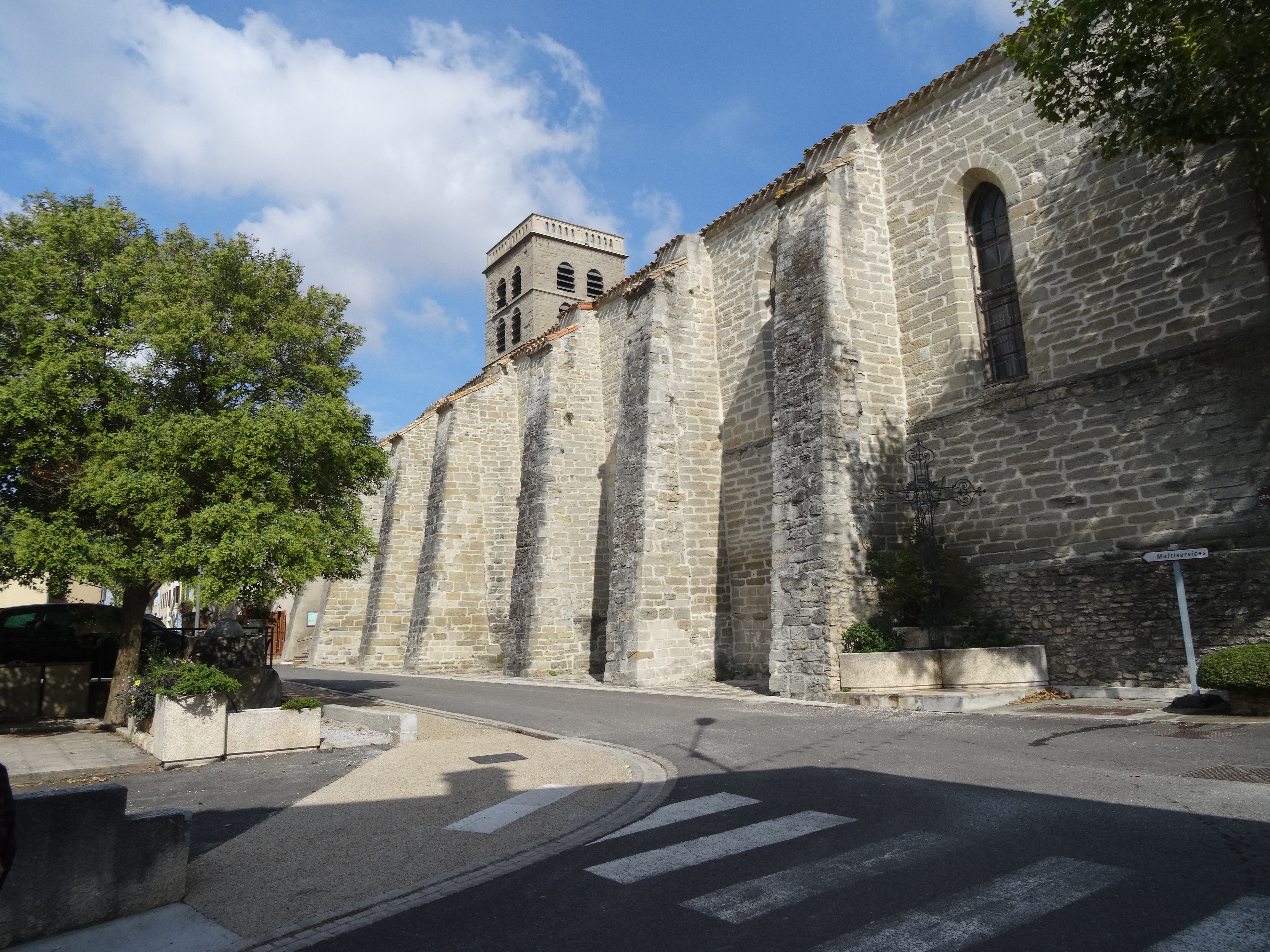
Kirche Saint-Martin
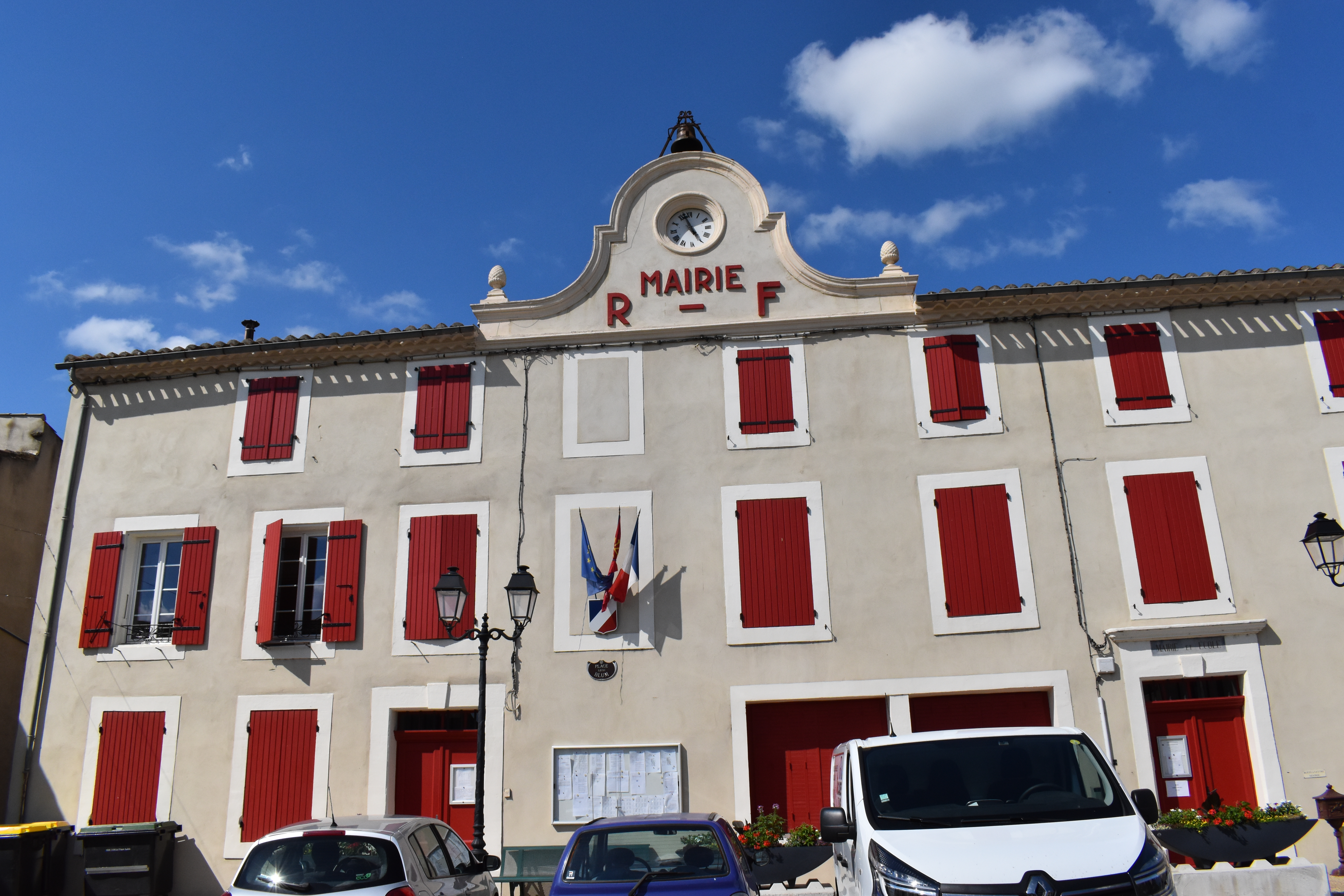
Mairie Saint-Martin-Lalande
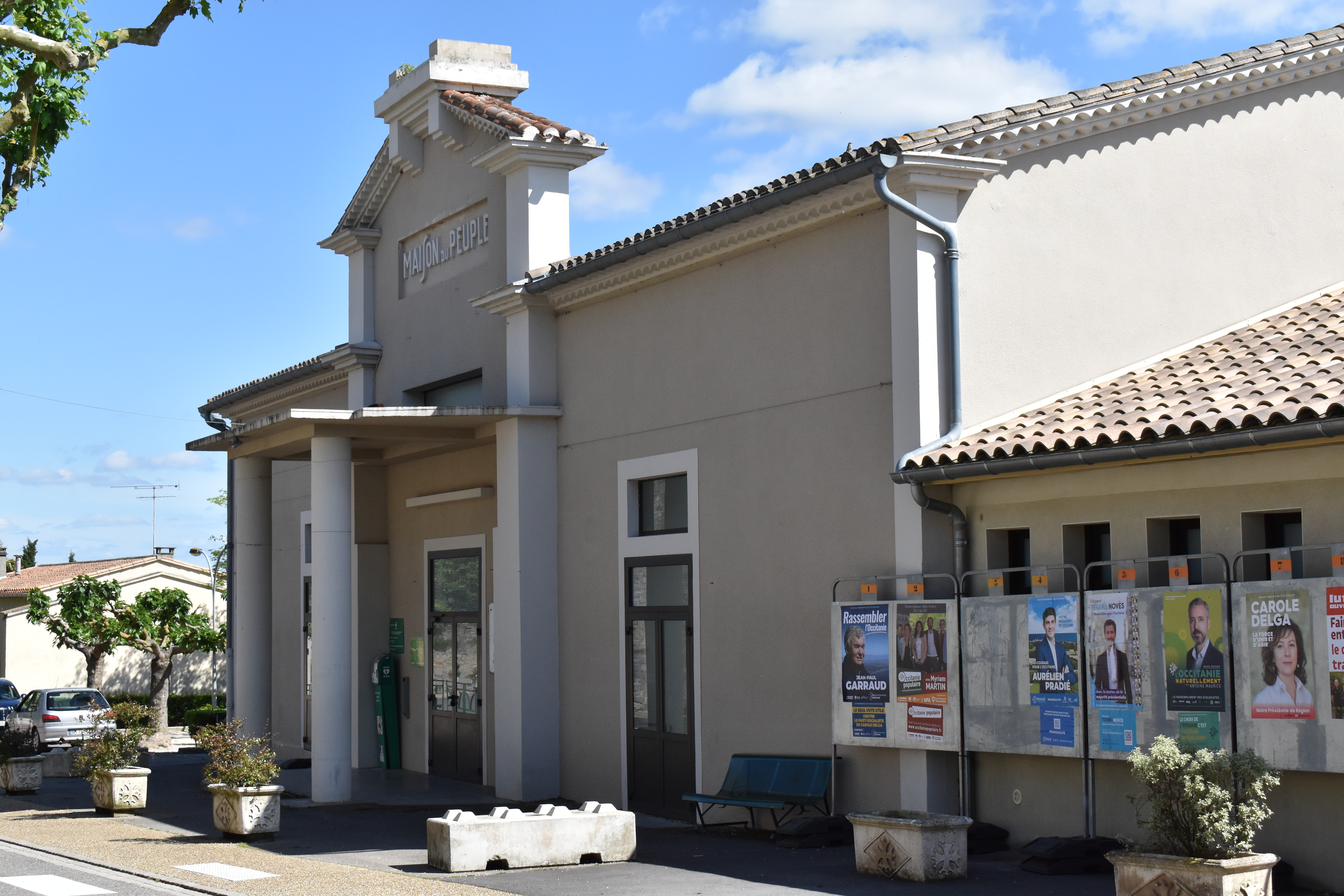
Gemeindefestsaal
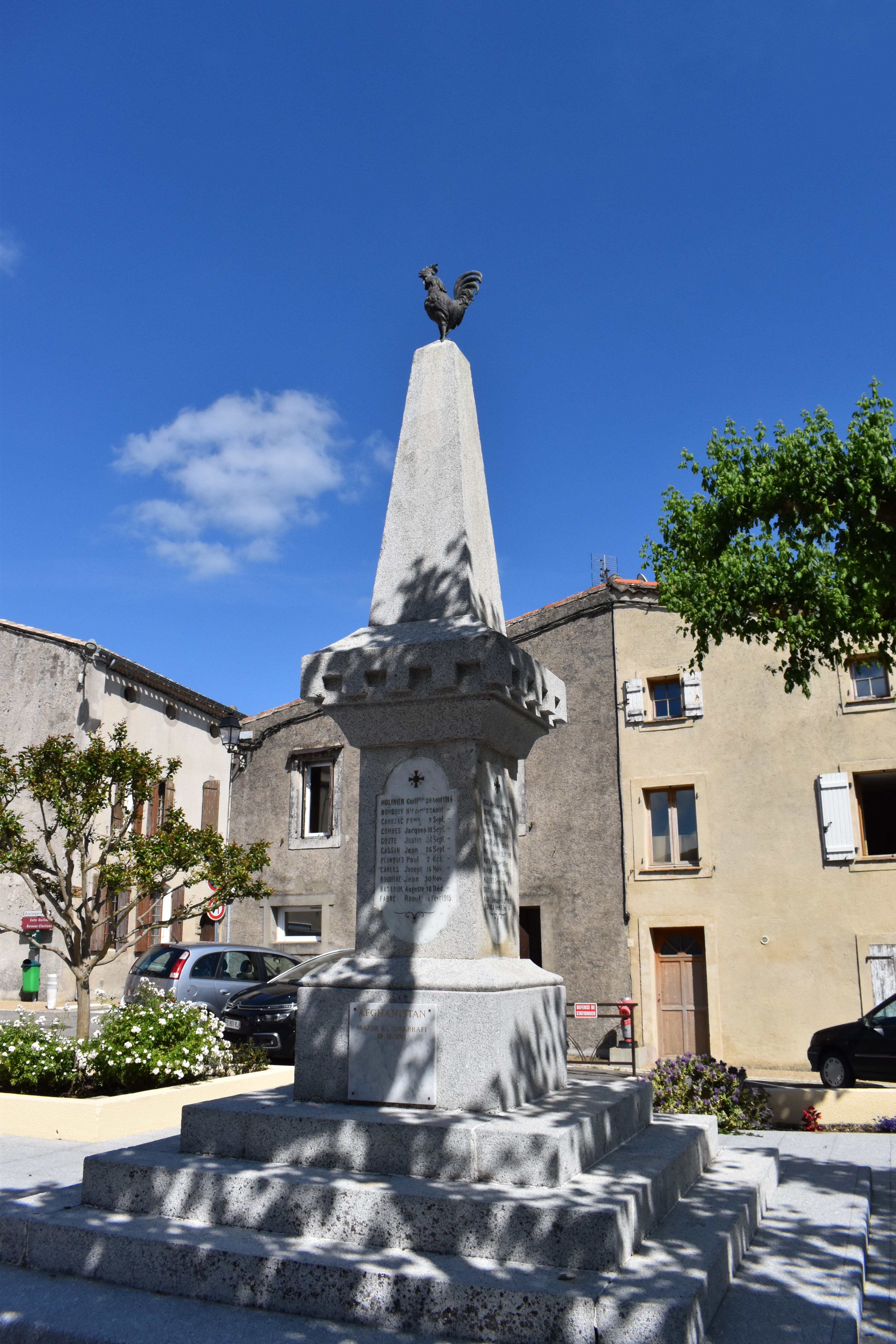
Gefallenendenkmal
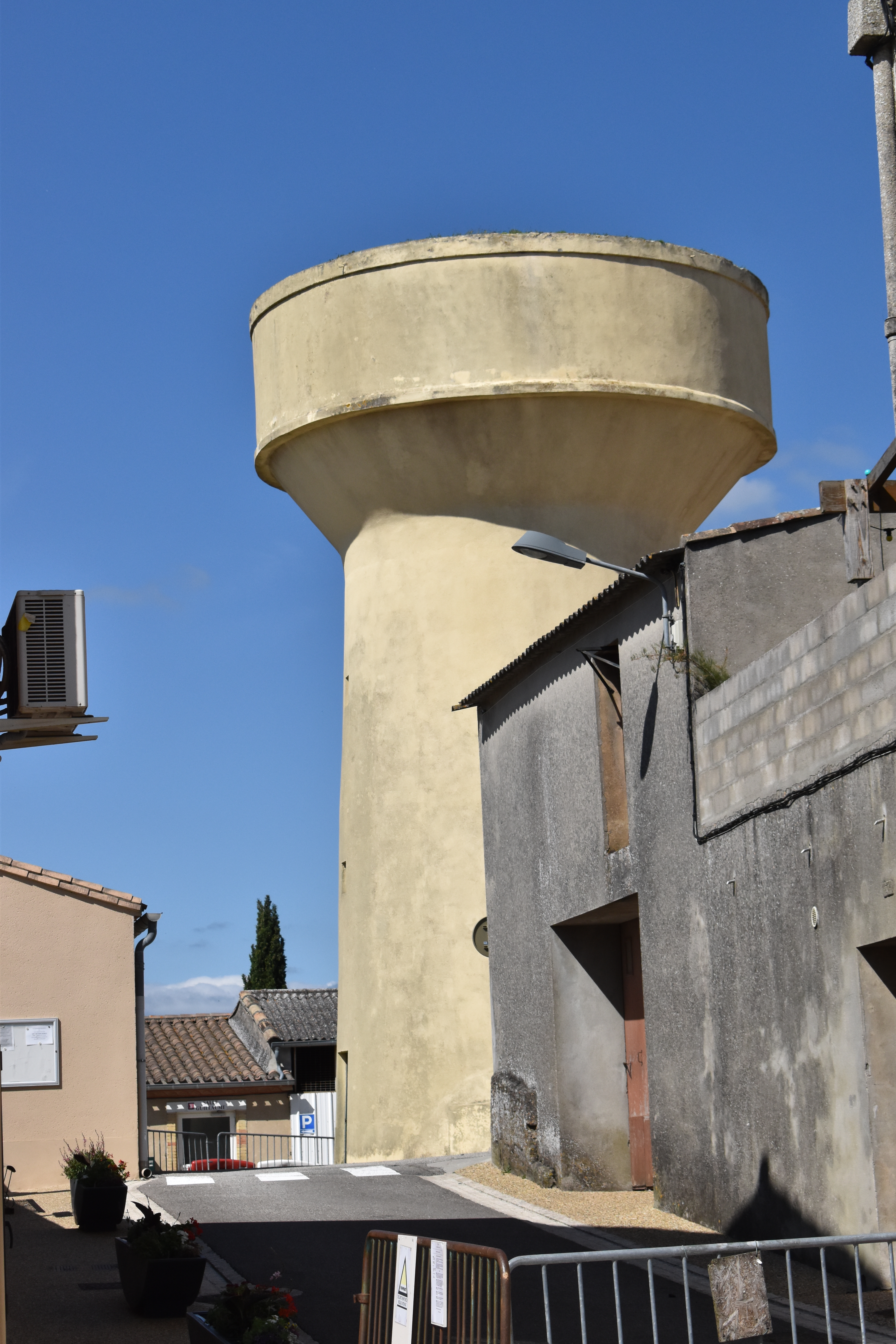
Wasserturm